# اوریجین پی‌سی
اوریجین پی‌سی (به انگلیسی: Origin PC) یک شرکت تولید رایانه شخصی مستقر در میامی آمریکا است. این شرکت در سال ۲۰۰۹ توسط کارمندان سابق ایلینور بنیان نهاده شد. اریجین پی‌سی به تولید رایانه‌های شخصی و لپ تاپ‌های شخصی‌سازی شده می‌پردازد.